# 4594 Dashkova
A 4594 Dashkova (ideiglenes jelöléssel 1980 KR1) a Naprendszer kisbolygóövében található aszteroida. Ljudmila Ivanovna Csernih fedezte fel 1980. május 17-én. Jekatyerina Romanovna Daskova orosz hercegnőről nevezték el.